# Clan Stewart di Appin
Il clan Stewart di Appin è un clan scozzese, branca del clan Stewart che abitava le Highlands Occidentali e da questi distinto fin dalla sua origine, nel XV secolo. I capi clan discendono da sir James Stewart di Perston, nipote di Alexander Stewart, il IV grande intendente di Scozia. Suo cugino Walter Stewart, il VI grande intendente di Scozia, sposò Marjorie Bruce, la figlia del re Roberto I di Scozia (Robert The Bruce) e suo figlio, Roberto II fu il primo monarca scozzese della famiglia Stewart.

## Storia

### Origini

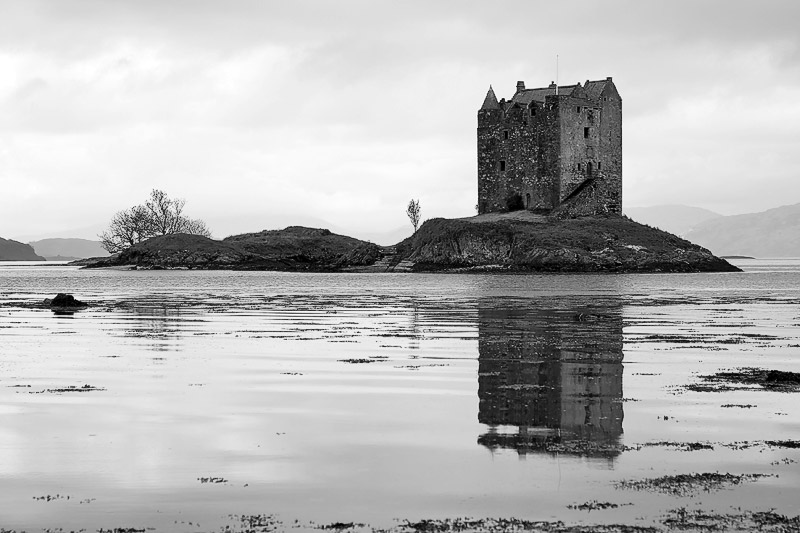
Il castello di Stalker

Gli Stewart di Appin discendono da sir James Stewart di Perston, che era il quarto figlio di sir John Stewart di Bonkill, a sua volta secondo figlio di Alexander Stewart, il IV grande intendente di Scozia. Sir James fu il nonno di John Stewart di Innermeath che, tramite il matrimonio con Isabel MacDougall, figlia di John Gallda MacDougall, signore di Lorne, divenne il primo signore di Lorne del suo clan .
Appin è situata sulla costa scozzese occidentale, fra Benderloch a sud e Ballachulish a nord, nell'Argyll. Il castello di Stalker fu la principale residenza degli Stewart di Appin, signori di Lorne.

### XVII secolo e guerra civile
Il clan Stewart di Appin supportò il lealista, James Graham, I marchese di Montrose nelle battaglie di Inverlochy (1645), di Auldearn e di Kilsyth.

### XVIII secolo e rivoluzioni giacobite

Stendardo giacobita con croce di Sant'Andrea dorata su campo blu degli Stewart di Appin alla battaglia di Culloden

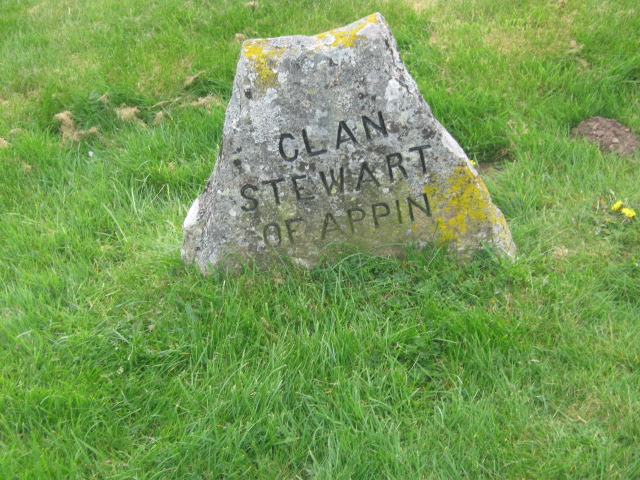
Lapide del clan Stewart di Appin a Culloden

Gli Appin supportarono le rivolte giacobite e mandarono uomini a combattere sia nel 1715 che nel 1745. Alla battaglia di Culloden, nel 1746, il reggimento nel quale combattevano gli Appin subì la perdita di 92 uomini e 65 feriti su 300. Il comandante del reggimento, che comprendeva uomini provenienti da altri venti clan, tra cui il clan MacLaren, era Charles Stewart di Ardsheal, che dopo la sconfitta, ricercato dagli inglesi, si nascose in una grotta in seguito si trasferì nell'Europa continentale. La grotta, conosciuta quindi come "grotta di Ardscheal", è situata fra Oban e Fort William.